# 파 코나테
파 모모두 코나테(스웨덴어: Pa Momodou Konate, 1994년 4월 25일 ~ )는 네아 살라미스 파마구스타에서 레프트백으로 뛰는 기니의 축구 선수이다. 스웨덴에서 태어난 그는 기니 축구 국가대표팀을 대표한다.

## 구단 경력

### 말뫼 FF
스웨덴 말뫼에서 태어난 코나테는 5살 때 말뫼 FF에서 입단하여 엘레다 스타디온에서 수백 미터 떨어진 곳에 살았다. 그 후 코나테는 유스 시스템을 거쳐 2011년부터 2012년까지 U-19, U-21 축구 국가대표팀에서 활약했다. 2012년 11월 23일, 코나테는 말뫼 FF와 유소년 1군 계약을 맺었다.
그 후 코나테는 스벤스카 쿠펜에서 열린 AIK와의 경기에 교체로 출전하지 않고 3번 출전했다. 그는 2013년 4월 17일, 말뫼 FF 소속으로 프렌즈 아레나에서 열린 AIK와의 원정 경기에서 85분 교체 출전하며 데뷔 전을 치렀고, 팀은 2-0으로 이겼다. 일주일 후인 2013년 5월 3일, 코나테는 말뫼 FF 소속으로 첫 선발 출전해 IFK 노르셰핑과의 경기에서 교체 투입되기 62분 전에 출전해 1-1로 비겼다. 그는 스벤스카 쿠펜 2라운드에서 사베달렌을 상대로 말뫼 FF의 골을 도왔고, 이 경기에서 6-0으로 승리했다. 코나테는 클럽 데뷔 시즌 동안 총 6경기에 출전했는데, 대부분의 경기는 히카르지뉴를 상대로 교체 출전했다. 그의 기여는 말뫼 FF가 2013년 10월 28일, IF 엘프스보리를 2-0으로 꺾고 리그 우승을 차지했다.

### S.P.A.L.
2017년 여름, 코나테는 새로 승격한 세리에 A의 S.P.A.L.에 입단하여 3년 계약을 맺었다.
하지만, 그의 S.P.A.L. 경력에 대한 그의 시작은 그가 그 클럽의 수비에서 선발 순서에 뒤쳐졌다는 것을 발견했을 때 좌절을 겪었다. 심지어 최악은 코나테가 두 달 동안 그를 방해하는 발 부상을 입었다는 것이다. 그럼에도 불구하고, 그는 S.P.A.L.을 위해 두 번의 출전을 계속했다.

### 옌셰핑스 셰드라
2020년 7월 15일, 코나테는 수페레탄의 옌셰핑스 셰드라와 계약했다.
그는 2020년 7월 25일, IK 브라게와의 경기에서 데뷔 전을 치렀고, 경기 내내 선발 출전해 옌셰핑스 셰드라의 2호골을 기록했다. 입단 후, 코나테는 팀의 9경기에 선발 출전해, 왼쪽 미드필드에서 뛰었다. 2020년 9월 5일, 옌셰핑스 셰드라의 첫 골은 AFC 에스킬스투나와의 경기에서 3-0으로 이긴 뒤에야 터졌고, 이 골은 그의 마지막 경기였다.

### 로센보르그
2020년 9월 9일, 코나테는 엘리테세리엔의 로센보르그와 남은 시즌 동안 단기 계약을 맺었다.
그는 2020년 9월 20일, 2-1로 이긴 헤우게순과의 경기에서 클럽 데뷔 전을 레프트백으로 시작했다. 로센보르그에 입단한 이후, 코나테는 주전 11명으로 빠르게 자리를 잡았고, 레프트백으로 뛰었다. 2020년 10월 25일, 그는 사릅스보르그 08와의 경기에서 첫 골을 넣으며 2-1 승리를 거두었다. 2020년 시즌을 마치고, 코나테는 모든 경기에 13경기에 출전해 1골을 넣었다. 이후, 그는 2020년 12월 29일, 로센보르그와의 계약이 만료되면서 방출되었다.

## 국가대표팀 경력
코나테는 스웨덴에서 기니인 아버지와 감비아인 어머니 사이에서 태어났으며, 그는 스웨덴, 기니, 감비아 국가대표팀에 출전할 자격을 얻었다.

### 스웨덴
2016년 7월, 코나테는 처음으로 스웨덴 올림픽 국가대표팀에 소집되었다. 그는 2016년 7월 29일, 3-2로 패한 대한민국과의 경기에서 스웨덴 올림픽 데뷔 전을 치렀다. 코나테는 이후 세 경기 모두를 치렀고, 올림픽 국가대표팀은 조별 리그에서 탈락했다. 패배한 쪽에 있음에도 불구하고, 그는 나중에 "올림픽은 매우 유용한 경험이었습니다. 다른 이야기는 하지 마세요. 국제 경기와 국제 경기를 하는 것은 결코 잘못된 것이 아닙니다. 결과는 우리에게 맞지 않았지만, 저는 저와 함께 경기를 하려고 노력합니다."라고 파가 지적했다.

### 기니
코나테는 2019년 10월 기니 축구 국가대표팀 대표로 전향하기로 결정했는데, 이전에는 그렇게 하고 싶어 했다.  코나테는 2019년 10월 15일 칠레와의 친선 경기에서 데뷔 전을 치렀고, 교체되기 전까지 77분을 뛰었다.